# Tibor Weissenborn
Tibor Weißenborn, född den 20 mars 1981 i Berlin, Tyskland, är en tysk landhockeyspelare.
Han tog OS-brons i herrarnas landhockeyturnering i samband med de olympiska landhockeytävlingarna 2004 i Aten.
Han tog OS-guld i samma gren i samband med de olympiska landhockeytävlingarna 2008 i Peking.